# 1969–1989 Alba & singly & bonusy
1969–1989 Alba & singly & bonusy je box set české rockové skupiny Blue Effect. Vydán byl v roce 2009 ve vydavatelství Supraphon s katalogovým číslem SU 5990. Box set obsahuje téměř veškerou tvorbu skupiny (vyjma písně „Golem“, jež byla zařazena na album Beatová síň slávy), která byla mezi lety 1969 a 1989 vydána v Československu pro domácí trh. V kartonové krabičce se nachází 18stránkový booklet se stručnou historií kapely a dobovými fotografiemi a celkem devět CD. Osm z nich představuje všech osm studiových alb Blue Effectu (všechna vyjma Kingdom of Life, které bylo určeno pro export) v remasterované podobě a ve zmenšených imitacích původních přebalů, na devátém disku jsou umístěny singly, EP a tři nevydané rarity. Jedná se o píseň „Král živých“, která byla nahrána v roce 1969 pro album Meditace, musela však být přetextována a nakonec vyšla jako „Paměť lásky“, instrumentálku „F.e.d.o.r.“ pocházející ze zkušebny v roce 1977 a rozsáhlou skladbu „Prosím“ nahranou na koncertě v Brně roku 1978, která byla původně zamýšlena pro album Svět hledačů.

## Seznam disků
- Meditace (1970)
- Coniunctio (1970)
- Nová syntéza (1971)
- Nová syntéza 2 (1974)
- Modrý efekt & Radim Hladík (1975)
- Svitanie (1977)
- Svět hledačů (1979)
- 33 (1981)
- Singly & bonusy (singly, EP a rarity z let 1969 až 1989)

| Singly & bonusy | Singly & bonusy                     | Singly & bonusy            | Singly & bonusy | Singly & bonusy                        | Singly & bonusy |
| Pořadí          | Název                               | Hudba                      | Text            | Původní album                          | Délka           |
| --------------- | ----------------------------------- | -------------------------- | --------------- | -------------------------------------- | --------------- |
| 1.              | Slunečný hrob                       | Mišík                      | Jiří Smetana    | singl (1969)                           | 3:26            |
| 2.              | I've Got My Mojo Working            | Morganfield                | Morganfield     | B strana singlu „Slunečný hrob“ (1969) | 3:48            |
| 3.              | Sen není věčný                      | Hladík                     | Jiří Smetana    | The Blue Effect (1969)                 | 3:20            |
| 4.              | I Like the World (Sun Is So Bright) | Mišík, Hladík, Čech, Kozel | Jiří Smetana    | The Blue Effect (1969)                 | 3:10            |
| 5.              | Blue Taxi                           | Mišík                      | Jiří Smetana    | The Blue Effect (1969)                 | 2:41            |
| 6.              | Snakes                              | Mišík                      | Jiří Smetana    | The Blue Effect (1969)                 | 2:28            |
| 7.              | El Dorado                           | Ondráček                   | Rytíř           | singl (1973)                           | 3:44            |
| 8.              | Dívko z kamene                      | Hladík                     | Borovec         | B strana singlu „El Dorado“ (1973)     | 2:35            |
| 9.              | Žena v okně                         | Semelka                    | Vrba            | singl (1980)                           | 4:09            |
| 10.             | Známe se dál                        | Semelka                    | Vrba            | B strana singlu „Žena v okně“ (1980)   | 3:17            |
| 11.             | Něžná                               | Hladík                     | Vrba            | singl (1983)                           | 3:28            |
| 12.             | Záhada jmelí                        | Hladík                     | Vrba            | B strana singlu „Něžná“ (1983)         | 4:18            |
| 13.             | Doktor                              | Hladík                     | Vrba            | singl (1987)                           | 3:03            |
| 14.             | Čajovna                             | Hladík                     | intrumentální   | B strana singlu „Doktor“ (1987)        | 3:10            |
| 15.             | Kampa                               | Pospíšil                   | Šrut            | singl (1989)                           | 4:32            |
| 16.             | Úhel pohledu                        | Pospíšil                   | Šrut            | B strana singlu „Kampa“ (1989)         | 4:03            |
| 17.             | Král živých                         | Hladík                     | Hutka           | —                                      | 3:47            |
| 18.             | F.e.d.o.r.                          | Hladík                     | instrumentální  | —                                      | 4:33            |
| 19.             | Prosím                              | Veselý                     | Vrba            | —                                      | 13:40           |
| Celková délka:  | Celková délka:                      | Celková délka:             | Celková délka:  | Celková délka:                         | 77:13           |